# Back to School (prima edizione)
La prima edizione del reality show Back to School è andata in onda in prima serata su Italia 1 dal 4 al 26 gennaio 2022 per cinque puntate con la conduzione di Nicola Savino. Le prime quattro puntate sono andate in onda di martedì, mentre la quinta ed ultima puntata, prevista per martedì 1º febbraio, è stata anticipata a mercoledì 26 gennaio a causa della prima serata del Festival di Sanremo 2022 in onda su Rai 1.

## Cast

### Maestrini
L'età dei Maestrini si riferisce alla partecipazione al programma.
| Maestrini | Maestrini | Età     | Luogo di nascita    |
| --------- | --------- | ------- | ------------------- |
|           | Andy      | 9 anni  | Lazio               |
|           | Andrea    | 11 anni | Campania            |
|           | Dedalo    | 8 anni  | Piemonte            |
|           | Emma      | 11 anni | Piemonte            |
|           | Giulia    | 10 anni | Puglia              |
|           | Irene     | 9 anni  | Liguria             |
|           | Karen     | 11 anni | Lombardia           |
|           | Luna      | 11 anni | Trentino-Alto Adige |
|           | Nicola    | 11 anni | Lazio               |
|           | Raffaele  | 9 anni  | Lazio               |
|           | Sofia     | 10 anni | Puglia              |
|           | Vittorio  | 11 anni | Toscana             |

### Classe dei VIP ripetenti
L'età dei concorrenti si riferisce alla partecipazione al programma.
| VIP ripetente                 | Età     | Professione                                                    | Luogo di nascita       | Stato              |
| ----------------------------- | ------- | -------------------------------------------------------------- | ---------------------- | ------------------ |
| Andrea Lo Cicero              | 45 anni | Conduttore TV, ex rugbista a 15                                | Catania                | Promosso           |
| Andrea Zelletta               | 28 anni | Modello, Disc jockey                                           | Taranto                | Promosso           |
| Antonella Elia                | 57 anni | Attrice, conduttrice TV, showgirl                              | Torino                 | Rimandata-Promossa |
| Benedetta Mazza               | 31 anni | Conduttrice TV, attrice, ex modella                            | Parma                  | Promosso           |
| Clemente "Clementino" Maccaro | 38 anni | Cantante                                                       | Avellino               | Promosso           |
| Denis Dosio                   | 20 anni | Influencer, modello                                            | Forlì                  | Bocciato           |
| Eleonora Giorgi               | 67 anni | Attrice                                                        | Roma                   | Promossa           |
| Eleonora Pedron               | 40 anni | Attrice, showgirl                                              | Padova                 | Promossa           |
| Enzo Miccio                   | 50 anni | Stilista                                                       | San Giuseppe Vesuviano | Rimandato-Promosso |
| Evaristo Beccalossi           | 65 anni | Opinionista sportivo, dirigente sportivo, ex calciatore        | Brescia                | Promosso           |
| Flavia Vento                  | 44 anni | Showgirl, ex modella                                           | Roma                   | Rimandata-Promossa |
| Gianluca Zambrotta            | 44 anni | Ex calciatore                                                  | Como                   | Promosso           |
| Giulia Salemi                 | 28 anni | Influencer, modella                                            | Piacenza               | Promossa           |
| Ignazio Moser                 | 29 anni | Modello                                                        | Trento                 | Promosso           |
| Jonathan Kashanian            | 40 anni | Personaggio TV                                                 | Ramat Gan              | Promosso           |
| Lory Del Santo                | 62 anni | Personaggio TV, attrice, regista, fotografa e showgirl         | Povegliano Veronese    | Promossa           |
| Maria Teresa Ruta             | 61 anni | Showgirl, conduttrice TV, giornalista                          | Torino                 | Promossa           |
| Martina Hamdy                 | 27 anni | Presentatrice di Meteo.it, modella                             | Sesto San Giovanni     | Bocciata           |
| Nicola Ventola                | 43 anni | Ex calciatore                                                  | Grumo Appula           | Rimandato-Promosso |
| Paola Caruso                  | 36 anni | Personaggio TV                                                 | Catanzaro              | Promossa           |
| Emanuele "Random" Caso        | 20 anni | Rapper                                                         | Massa di Somma         | Promosso           |
| Roberta Lanfranchi            | 47 anni | Conduttrice TV, conduttrice radiofonica, attrice, ex ballerina | Cremona                | Promossa           |
| Scintilla                     | 48 anni | Attore, comico                                                 | Roma                   | Rimandato-Promosso |
| Totò Schillaci                | 56 anni | Ex calciatore                                                  | Palermo                | Rimandato-Promosso |
| Vladimir Luxuria              | 56 anni | Attivista, personaggio TV                                      | Foggia                 | Promossa           |

### Commissione esaminatrice
| Maestri della commissione d'esame | Maestri della commissione d'esame |
| --------------------------------- | --------------------------------- |
|                                   | Giusy Bertucci                    |
|                                   | Chiara Greaves                    |
|                                   | Oscar Innaurato                   |
|                                   | Rossella Rocca                    |
|                                   | Giuseppina Schiavo                |

Ad ogni puntata la presidenza è ruotata tra i membri della commissione:
1ª puntata Maestra Schiavo
2ª puntata Maestra Bertucci
3ª puntata Teacher Greaves
4ª puntata Maestro Innaurato
5ª puntata Maestra Rocca

### Bidello
- Antonino Porzio

## Tabella dello svolgimento del programma
Legenda
     Il ripetente è stato promosso
     Il ripetente è stato bocciato
     Il ripetente è stato rimandato
     Il ripetente non partecipa alla puntata in quanto non è ancora partecipante
     Il ripetente non partecipa alla puntata in quanto è stato già promosso
| Ripetente           | Puntate   | Puntate   | Puntate   | Puntate   | Puntate  |
| Ripetente           | 1         | 2         | 3         | 4         | 5        |
| ------------------- | --------- | --------- | --------- | --------- | -------- |
| Clementino          | Promosso  |           |           |           |          |
| Eleonora Giorgi     | Promossa  |           |           |           |          |
| Giulia Salemi       | Promossa  |           |           |           |          |
| Ignazio Moser       | Promosso  |           |           |           |          |
| Vladimir Luxuria    | Promossa  |           |           |           |          |
| Nicola Ventola      | Rimandato | Promosso  |           |           |          |
| Benedetta Mazza     |           | Promossa  |           |           |          |
| Jonathan Kashanian  |           | Promosso  |           |           |          |
| Random              |           | Promosso  |           |           |          |
| Flavia Vento        |           | Rimandata | Promossa  |           |          |
| Scintilla           |           | Rimandato | Promosso  |           |          |
| Paola Caruso        |           |           | Promossa  |           |          |
| Roberta Lanfranchi  |           |           | Promossa  |           |          |
| Maria Teresa Ruta   |           |           | Promossa  |           |          |
| Totò Schillaci      |           |           | Rimandato | Promosso  |          |
| Eleonora Pedron     |           |           |           | Promossa  |          |
| Gianluca Zambrotta  |           |           |           | Promosso  |          |
| Andrea Zelletta     |           |           |           | Promosso  |          |
| Antonella Elia      |           |           |           | Rimandata | Promossa |
| Enzo Miccio         |           |           |           | Rimandato | Promosso |
| Andrea Lo Cicero    |           |           |           |           | Promosso |
| Evaristo Beccalossi |           |           |           |           | Promosso |
| Lory Del Santo      |           |           |           |           | Promossa |
| Denis Dosio         |           |           |           |           | Bocciato |
| Martina Hamdy       |           |           |           |           | Bocciata |

## Dettaglio delle puntate

### Prima puntata
- Data: 4 gennaio 2022

| N° | VIP ripetente    | Materie da studiare         | Maestrini associati   | Esito dell'esame |
| -- | ---------------- | --------------------------- | --------------------- | ---------------- |
| 1  | Clementino       | Matematica, scienze         | Andrea e Karen        | Promosso         |
| 2  | Eleonora Giorgi  | Musica, storia              | Dedalo e Emma         | Promossa         |
| 3  | Giulia Salemi    | Storia, geografia           | Andy, Dedalo e Giulia | Promossa         |
| 4  | Ignazio Moser    | Matematica, italiano        | Irene e Raffaele      | Promosso         |
| 5  | Nicola Ventola   | Scienze, arte               | Nicola e Vittorio     | Rimandato        |
| 6  | Vladimir Luxuria | Italiano, educazione civica | Luna e Sofia          | Promossa         |

### Seconda puntata
- Data: 11 gennaio 2022

| N° | VIP ripetente      | Materie da studiare | Maestrini associati | Esito dell'esame |
| -- | ------------------ | ------------------- | ------------------- | ---------------- |
| 1  | Nicola Ventola     | Scienze, arte       | Nicola e Vittorio   | Promosso         |
| 2  | Flavia Vento       | Matematica, arte    | Giulia e Raffaele   | Rimandata        |
| 3  | Scintilla          | Inglese, matematica | Andy e Sofia        | Rimandato        |
| 4  | Benedetta Mazza    | Storia, geografia   | Irene e Karen       | Promossa         |
| 5  | Random             | Scienze, inglese    | Andrea e Vittorio   | Promosso         |
| 6  | Jonathan Kashanian | Storia, geografia   | Emma e Andy         | Promosso         |

### Terza puntata
- Data: 18 gennaio 2022

| N° | VIP ripetente      | Materie da studiare | Maestrini associati | Esito dell'esame |
| -- | ------------------ | ------------------- | ------------------- | ---------------- |
| 1  | Flavia Vento       | Arte, matematica    | Giulia e Raffaele   | Promossa         |
| 2  | Totò Schillaci     | Storia, italiano    | Giulia e Raffaele   | Rimandato        |
| 3  | Maria Teresa Ruta  | Scienze, geografia  | Emma e Nicola       | Promossa         |
| 4  | Paola Caruso       | Geometria, scienze  | Dedalo e Luna       | Promossa         |
| 5  | Scintilla          | Inglese, matematica | Andy e Sofia        | Promosso         |
| 6  | Roberta Lanfranchi | Geografia           | Karen e Irene       | Promossa         |

### Quarta puntata
- Data: 25 gennaio 2022

| N° | VIP ripetente      | Materie da studiare          | Maestrini associati | Esito dell'esame |
| -- | ------------------ | ---------------------------- | ------------------- | ---------------- |
| 1  | Totò Schillaci     | Italiano, storia             | Giulia e Raffaele   | Promosso         |
| 2  | Antonella Elia     | Geometria, italiano          | Andy e Raffaele     | Rimandata        |
| 3  | Andrea Zelletta    | Italiano, storia             | Giulia e Vittorio   | Promosso         |
| 4  | Eleonora Pedron    | Geografia, educazione civica | Luna e Andrea       | Promossa         |
| 5  | Gianluca Zambrotta | Matematica, scienze          | Sofia e Emma        | Promosso         |
| 6  | Enzo Miccio        | Storia, geografia            | Karen e Nicola      | Rimandato        |

### Quinta puntata
- Data: 26 gennaio 2022

| N° | VIP ripetente       | Materie da studiare  | Maestrini associati | Esito dell'esame |
| -- | ------------------- | -------------------- | ------------------- | ---------------- |
| 1  | Andrea Lo Cicero    | Scienze, arte        | Andrea e Luna       | Promosso         |
| 2  | Denis Dosio         | Italiano, scienze    | Sofia e Karen       | Bocciato         |
| 3  | Enzo Miccio         | Storia, geografia    | Karen e Nicola      | Promosso         |
| 4  | Evaristo Beccalossi | Inglese, storia      | Dedalo e Vittorio   | Promosso         |
| 5  | Lory Del Santo      | Matematica, musica   | Emma e Irene        | Promossa         |
| 6  | Martina Hamdy       | Geografia, geometria | Andy e Nicola       | Bocciata         |
| 7  | Antonella Elia      | Geometria, italiano  | Andy e Raffaele     | Promossa         |

## Ascolti
| Puntata | Messa in onda   | Telespettatori | Share |
| ------- | --------------- | -------------- | ----- |
| 1       | 4 gennaio 2022  | 1 912 000      | 9,80% |
| 2       | 11 gennaio 2022 | 1 430 000      | 7,66% |
| 3       | 18 gennaio 2022 | 1 293 000      | 6,97% |
| 4       | 25 gennaio 2022 | 1 241 000      | 6,70% |
| 5       | 26 gennaio 2022 | 1 383 000      | 7,50% |
| Media   | Media           | 1 452 000      | 7,73% |